# 泰雅螽属
泰雅螽属（学名：Taiyalia）为螽斯科的一个属。

## 下属物种
本属包括以下物种：
- 赛德克泰雅螽 Taiyalia sedequiana Yamasaki, 1992
- 赛考利克泰雅螽 Taiyalia squolyequiana Yamasaki, 1992